# Margarita Levieva
Margarita Levieva (Leningrado, Unión Soviética, 9 de febrero de 1980)  es una actriz rusa nacionalizada estadounidense. Nació en Leningrado, Unión Soviética (actualmente San Petersburgo, Rusia)  
Sus principales roles han sido en las películas: The Invisible, Adventureland y Spread,

## Biografía
Levieva nació en Leningrado, Unión Soviética (actual San Petersburgo).
A la edad de tres años comenzó el programa de entrenamiento riguroso de gimnasia rítmica y continuó entrenando durante 13 años. Ganó concursos en Rusia y, tras emigrar, compitió en los Estados Unidos.
Cuando Levieva tenía 11 años, su madre se mudó con ella, dejando su hermano mellizo en Sheepshead Bay, Brooklyn, Nueva York. Asistió a la escuela secundaria en Secaucus, Nueva Jersey. Estudió Psicología y Administración de Empresas.
Se especializó en economía en la Universidad de Nueva York y trabajó como compradora de moda. Su interés por continuar con la carrera de actriz  la llevó a participar en el Programa de Entrenamiento Meisner en el estudio William Esper.
En 2005, fue declarada una de las 50 personas más bellas de Nueva York, por ''Magazine New York''.

## Carrera
Levieva hizo una aparición especial en la Law & Order: Trial by Jury en el 2005. En 2006, actuó en la serie de FOX Vanished. Sus créditos cinematográficos incluyen The Invisible, la película independiente de Billy's Choice, y Noise protagonizada por Tim Robbins, Bridget Moynahan, y William Hurt.
En 2008, Levieva interpretó a Lisa P. en la película de comedia Adventureland. El mismo año, hizo su aparición en el drama de NBC Kings (en el episodio "First Night") y protagonizó la obra de teatro The Retributionists.
También protagonizó How to Make it in America en HBO.
Trabajó en la serie Revenge en el 2011. Su personaje se hacía pasar por la protagonista, Amanda Clarke. Su verdadero nombre en la serie es Emily Thorne.

## Filmografía

### Filmes
| Año         | Filmes                     | Rol                   | Notas        |
| ----------- | -------------------------- | --------------------- | ------------ |
| 2004        | Billy's Choice             | Julie Romano          |              |
| 2005        | N.Y.-70                    | Cindy                 |              |
| 2006        | The Prince                 | Isabelle              |              |
| 2006        | Vanished                   | Marcy Collins         |              |
| 2007        | David's Apartment          | DeeDee                |              |
| 2007        | The Invisible              | Annie Newton          |              |
| 2007        | Noise                      | Ekaterina Filippovna  |              |
| 2009        | Spread                     | Heather               |              |
| 2009        | Kings                      | Claudia               |              |
| 2009        | Adventureland              | Lisa P.               |              |
| 2010        | How to Make It in America  | Julie                 |              |
| 2010        | The Stand Up               | Veronica              |              |
| 2011        | The Lincoln Lawyer         | Reggie Campo          |              |
| 2011        | Knights of Badassdom       | Beth                  |              |
| 2015        | Sleeping With Other People | Hannah                |              |
| 2017 - 2019 | The Deuce                  | Abigail 'Abby' Parker |              |
| 2018        | Future World               | Lei                   |              |
| 2022        | El regreso de la espía     | Jenny Franklin        | Protagonista |

### Televisión
| Año           | Título                     | Rol                          | Notas                                         |
| ------------- | -------------------------- | ---------------------------- | --------------------------------------------- |
| 2005          | N.Y.-70                    | Cindy                        | Episodio piloto                               |
| 2005          | Law & Order: Trial by Jury | Stephanie Davis              | Episodio: "Skeleton"                          |
| 2006          | The Prince                 | Isabelle                     | Episodio piloto                               |
| 2006          | What's Not to Love?        | Blake                        | Episodio piloto                               |
| 2006          | Vanished                   | Marcy Collins                | Rol principal                                 |
| 2009          | Kings                      | Claudia                      | Episodio: "First Night"                       |
| 2010–2011     | How to Make It in America  | Julie                        | Recurrente                                    |
| 2011–2013     | Revenge                    | Amanda Clarke / Emily Thorne | Recurrente                                    |
| 2013–2016     | The Blacklist              | Gina Zanetakos               | Recurrente                                    |
| 2015          | Allegiance                 | Natalie O'Connor             | Rol principal                                 |
| 2016–2019     | We Bare Bears              | Yana                         | 2 episodios: "Icy Nights" and "Icy Nights II" |
| 2017–2019     | The Deuce                  | Abby Parker                  | Rol principal                                 |
| 2022          | In From the Cold           | Jenny Franklin               | Rol principal                                 |
| 2022          | Litvinenko                 | Marina Litvinenko            | Rol principal                                 |
| 2024          | The Acolyte                | Mother Koril                 | 3 episodios                                   |
| 2025–presente | Daredevil: Born Again      | Heather Glenn                | 7 episodios                                   |
| 2025          | Task                       | Eryn                         | Filming                                       |